# Golfkathaai
De golfkathaai (Asymbolus vincenti) is een vissensoort uit de familie van de Pentanchidae. De wetenschappelijke naam van de soort is voor het eerst geldig gepubliceerd in 1908 door Zietz.